# Aribert Reimann

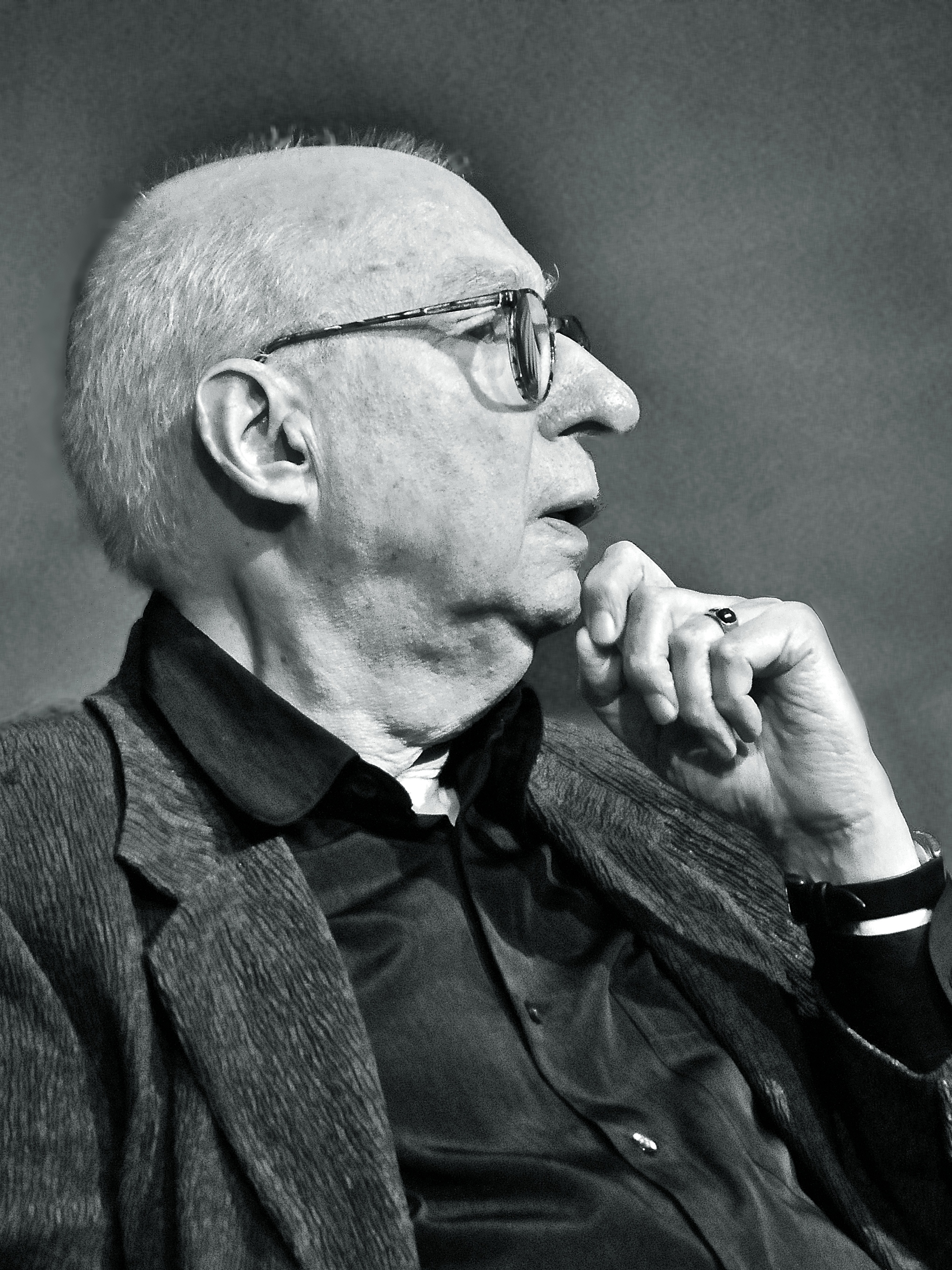
Aribert Reimann (2010)

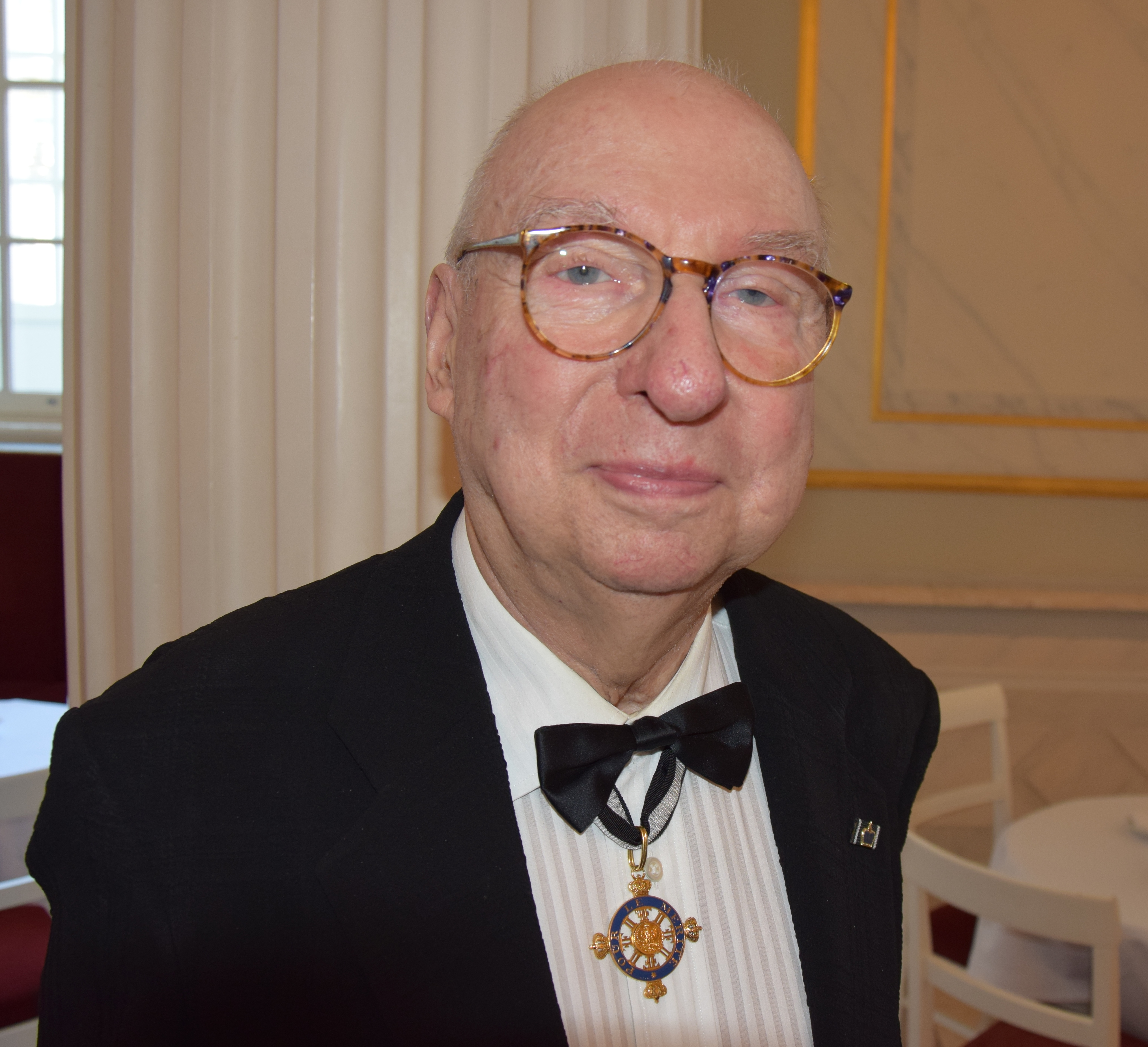
Aribert Reimann met de orde Pour le Mérite (2014)

Aribert Reimann (Berlijn, 4 maart 1936 – aldaar, 13 maart 2024) was een Duitse componist, pianist en muziekwetenschapper, vooral bekend om zijn opera's naar literaire onderwerpen. 

## Loopbaan
Aribert is de jongste zoon van de kerkmusicus Wolfgang Reimann (1887-1971) en de altzangeres  Irmgard Rühle (1894-1972). Hij begon al op zijn tiende met componeren. Reimann studeerde compositie, contrapunt en piano aan de Hochschule für Musik in Berlijn bij onder anderen Boris Blacher en Ernst Pepping. Tijdens zijn studie werkte hij als repetitor bij de Städtische Oper. In 1957 debuteerde hij als pianist en begeleider.
In 1958 ging hij musicologie studeren aan de Universität Wien. In het begin van de jaren zeventig werd hij lid van de Akademie der Künste in Berlijn. Hij was van 1974 tot 1983 hoogleraar eigentijdse muziek aan de Hochschule für Musik und Theater Hamburg en van 1983 tot 1990 aan de Hochschule der Künste. 
In het begin van zijn carrière componeerde hij de balletmuzieken Stoffreste (1959) en Die Vogelscheuchen (1970), waarvoor Günter Grass de ideeën aandroeg in de vorm van een handelingslibretto. In 1978 behaalde Reimann internationaal succes met de opera Lear naar Shakespeares King Lear. De hoofdrol werd bij de eerste productie gezongen door de bariton Dietrich Fischer-Dieskau, voor wie hij de opera had geschreven. Hij schreef meer opera's, waaronder Das Schloss (naar de gelijknamige roman van Franz Kafka), die in 1992 in première ging bij de Deutsche Oper Berlin, en Medea (naar het toneelstuk van Franz Grillparzer), in 2010 voor het eerst op de planken gebracht in de Wiener Staatsoper. 
Naast opera's heeft Reimann orkestwerken, kamermuziek en liederen gecomponeerd. Hij is ook opgetreden  als pianist, onder meer als begeleider van liedzangers. Tot hen behoorden Dietrich Fischer-Dieskau, Júlia Várady en Brigitte Fassbaender.  
Aribert Reimann heeft vele prijzen en onderscheidingen ontvangen voor zijn levenswerk, waaronder het Bundesverdienstkreuz in 1985 en de Ernst von Siemens Muziekprijs in 2011.

## Muziekprijzen
In 1988 heeft Aribert Reimann de Busoni-Kompositionspreis ingesteld, genoemd naar Ferruccio Busoni. Deze prijs van de Akademie der Künste stimuleert jonge componisten en sinds 1992 ook studenten compositie.  
Op Reimanns initiatief is in 2006 de Aribert-Reimann-Stiftung opgericht, die zich ten doel stelt het eigentijdse klassieke lied te bevorderen. Hiervoor wordt een stipendium vertrekt aan een jonge componist(e) die hoogstens drie jaar geleden afgestudeerd mag zijn. De compositieopdracht bestaat uit een nieuwe liedercyclus voor zangstem en piano, waarvan studenten van de vakgroep "Zeitgenössisches Lied" van de Universität der Künste Berlin de première moeten verzorgen.
Reimann overleed op 13 maart 2024 op 88-jarige leeftijd.

## Erkenning
- 1970: Deutscher Kritikerpreis
- 1985: Großes Verdienstkreuz des Verdienstordens der Bundesrepublik Deutschland
- 1986: Prix de composition musicale de la Fondation Prince Pierre de Monaco
- 1988: Orde van Verdienste van de deelstaat Berlijn
- 1991: Frankfurter Musikpreis
- 1993: Pour le Mérite
- 1993: Ordre de Mérite Culturel van het Prinsdom Monaco
- 2002: Preis der Kulturstiftung Dortmund
- 2002: Kunstpreis Berlin
- 2003: Bayerischer Maximiliansorden für Wissenschaft und Kunst
- 2006: Arnold-Schönberg-Preis
- 2011: Ernst von Siemens Muziekprijs
- 2011: Deutscher Musikautorenpreis für den Bereich Komposition Oper/Lied
- 2016: Robert-Schumann-Preis für Dichtung und Musik

## Werkenlijst (selectie)

### Muziektheater
Balletmuziek
- Stoffreste (1959). Libretto: Günter Grass.
- Die Vogelscheuchen (1970). Libretto: Günter Grass.

Opera
- Ein Traumspiel (1964). Libretto: Carla Henius, naar August Strindberg
- Melusine  (1970). Libretto: Claus H. Henneberg, naar Yvan Goll
- Lear (1976-1978). Libretto: Claus H. Henneberg, naar William Shakespeare
- Die Gespenstersonate (1983). Libretto: Uwe Schendel & Aribert Reimann, naar August Strindberg
- Troades (1985). Libretto: Gerd Albrecht & Aribert Reimann, naar Euripides
- Das Schloss (1989-1991). Libretto: Aribert Reimann, naar Franz Kafka (in de versie van Max Brod)
- Bernarda Albas Haus (1998-2000). Libretto: Aribert Reimann, naar Federico García Lorca
- Medea (2007-2009/09). Libretto: Aribert Reimann, naar Franz Grillparzer
- L’invisible (2011-2016). Libretto: Aribert Reimann, naar Maurice Maeterlinck

### Vocale muziek
- März voor spreekstem en basfluit (1966)
- Entsorgt voor baritonsolo (1989)
- Shine and Dark naar een gedicht van James Joyce, voor bariton en piano (linkerhand) (1989)
- Eingedunkelt voor altsolo (1992)
- Lady Lazarus voor sopraansolo (1992)
- Nightpiece voor sopraan en piano (1992)
- Die Pole sind in uns naar een gedicht van Paul Celan, voor bariton en piano (1995)
- Fünf Lieder naar gedichten van Paul Celan voor countertenor en piano (1994-2001)
- …ni una sombra, trio voor sopraan, klarinet en piano, op teksten van Friedrich Rückert en Antonio Porchia (2006)
- Ein Blick war’s, der mich ins Verderben riss, monoloog uit Stella van Johann Wolfgang von Goethe voor sopraan en piano (2014)

Met orkest
- Ein Totentanz, suite voor bariton en kamerorkest (1960)
- Hölderlin-Fragmente voor sopraan en orkest (1963)
- Verrà la morte, cantate naar Cesare Pavese voor sopraan, tenor en bariton, twee gemengde koren en orkest (1966)
- Engführung voor tenor en orkest (1967)
- Inane, monoloog voor sopraan en orkest (1968)
- Fragmente uit de opera Melusine (1970)
- Zyklus naar teksten van Paul Celan voor bariton en orkest (1971)
- Lines voor sopraan en strijkorkest (1973)
- Wolkenloses Christfest, Requiem voor bariton, cello en orkest (1974)
- Six Poems by Sylvia Plath (1975)
- Fragmente aus "Lear" voor bariton en orkest (1976-1978)
- Chacun sa chimère, poème visuel van Charles Baudelaire voor tenor en orkest (1981)
- Drei Lieder naar gedichten van Edgar Allan Poe voor sopraan en orkest (1980-1982)
- Requiem voor sopraan, mezzosopraan, bariton, gemengd koor en orkest (1982)
- Finite Infinity naar gedichten van Emily Dickinson voor sopraan en orkest (1994-1995)
- Kumi Ori voor bariton en orkest (1999)
- Tarde voor sopraan en orkest (2003)

Met kamerensemble
- Trovers naar Oudfranse teksten voor spreekstem en ensemble (1967)
- Unrevealed voor bariton en strijkkwartet (1981)
- Gedichte der Maria Stuart van Robert Schumann, op. 135, bewerking voor mezzosopraan en kamerensemble (1988)
- … oder soll es Tod bedeuten?, acht liederen van Felix Mendelssohn Bartholdy naar gedichten van Heinrich Heine (1996), bewerkt en verbonden door zes intermezzi, voor sopraan en strijkkwartet (1996)
- Drei Gedichte der Sappho, in de Duitse versie van Walter Jens (2000)

### Orkestwerken
- Sinfonie naar de opera Ein Traumspiel (1964)
- Rondes voor strijkorkest (1967)
- Loqui (1969)
- Konzert für Klavier und 19 Spieler (1972)
- Variationen (1975)
- Sieben Fragmente für Orchester in memoriam Robert Schumann (1988)
- Neun Stücke (1993)
- Konzert für Violine und Orchester (1995-1996)
- SPIRALAT HALOM, Traumspiralen (2002)
- Nahe Ferne, naar Beethovens pianostuk in Bes-majeur (2002-2003)
- Zeit-Inseln (2004)
- Cantus voor klarinet en orkest (2006)

### Kamermuziek
- Reflexionen für zeven instrumenten (1966)
- Metamorphosen over een menuet van Franz Schubert voor tien instrumenten (1997)
- Fanfarrias voor vijftien blazers (2004)

### Pianosolo
- Erste Sonate (1958)
- Spektren (1967)
- Variationen für Klavier (1979)
- Auf dem Weg (1989-1993)